# Pikmin 2
Pikmin 2 (ピクミン2) és un videojoc d'estratègia en temps real desenvolupat i distribuït per Nintendo per a la consola Nintendo GameCube. El joc va arribar al mercat el 29 d'abril de 2004 al Japó, el 30 d'agost de 2004 en Estats Units i el 8 d'octubre del mateix any a Europa.
Pikmin 2 és la seqüela de Pikmin, primer joc de la saga que va arribar anteriorment també a GameCube. Aquest segon lliurament és considerada com una gran millora pel que fa al Pikmin original, perquè en ella s'han millorant aspectes del primer joc i s'han inclòs certes novetats, tals com noves espècies de Pikmin, el maneig de dos personatges principals simultàniament i una manera multijugador.

## Mode de joc
La manera de joc de Pikmin 2 gira al voltant de l'ús d'una combinació de diferents “Pikmins” per a realitzar diverses tasques amb la finalitat d'arreplegar tresors al voltant de la superfície del planeta. Diferents obstacles i enemics fan que cada escenari siga únic, oferint diferents reptes al jugador. Per això, resulta necessari planificar la quantitat de Pikmins i de quin tipus caldrà dur per a completar cada tasca. Aquestes tasques poden ser: vèncer grans enemics, construir ponts, destruir parets o remoure obstacles. Per descomptat, per a açò hi ha diferents tipus de Pikmins, no podent dur més de 100 alhora i fent-se notar una major estratègia.

## New Play Control!
NEW PLAY CONTROL! Pikmin 2 (Wiiであそぶピクミン2) és l'adaptació a Wii del joc sota el segell New Play Control!.
La seua data de llançament provisional apunta a març en Japó i abril en Europa i EUA de 2009.

## Adaptació a Wii
Poc se sap d'aquesta adaptació de Pikmin 2 llevat que tindrà un sistema de control similar al de NEW PLAY CONTROL! Pikmin.
Alguna cosa amb el que es compta segur, perquè ho inclouen tots els jocs de la línia NEW PLAY CONTROL! és un exclusiu selector de pantalla ampla, 16:9, per a fer l'experiència més evolupant i, per descomptat, la compatibilitat tant amb 50Hz (576i), 60Hz (480i) i el HDTV (480p) que ofereix Wii.
Des de finals de febrer del 2009, que ja està disponible el tràiler de la versió japonesa, que serà una bona mesura per a anar preparant-se per a quan isca en terres occidentals.